# Marc Rothemund

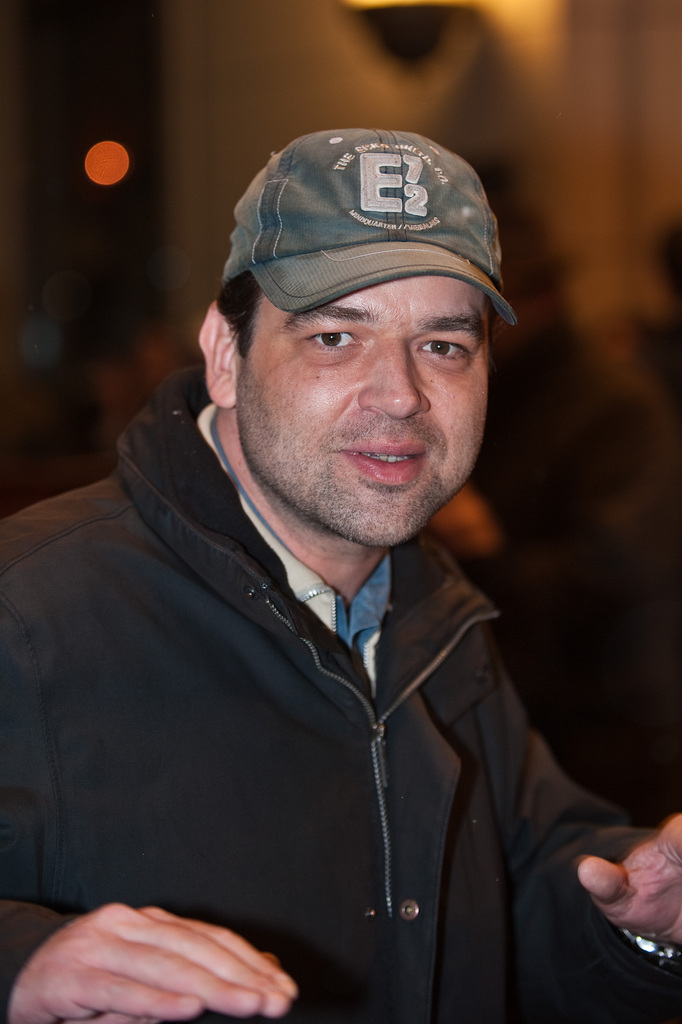
Marc Rothemund, 2010

Marc Rothemund (* 26. August 1968) ist ein deutscher Filmregisseur. Zu seinen bekanntesten Filmen zählen Sophie Scholl – Die letzten Tage (2005), Mein Blind Date mit dem Leben (2017) und Dieses bescheuerte Herz (2017).

## Leben
Rothemund ist der Sohn des 2024 verstorbenen Filmregisseurs Sigi Rothemund und Bruder der Schauspielerin Nina Rothemund. Er
begann seine Karriere als Assistent seines Vaters. Seine ersten Arbeiten als eigenverantwortlicher Regisseur legte er fürs Fernsehen vor. Sein erster Kinofilm war 1998 Das merkwürdige Verhalten geschlechtsreifer Großstädter zur Paarungszeit. Seinen Durchbruch erlebte er 2005 mit dem Film Sophie Scholl – Die letzten Tage. Für diesen Film wurde er am 19. Februar 2005 mit dem Silbernen Bären als bester Regisseur der Berlinale sowie mit dem Friedenspreis des Deutschen Films – Die Brücke ausgezeichnet. Sophie Scholl – Die letzten Tage wurde am 31. Januar 2006 für einen „Oscar“ in der Kategorie „Bester fremdsprachiger Film“ nominiert.
Am 11. Oktober 2012 kam die Verfilmung des Romans Mann tut was Mann kann von Hans Rath in die Kinos. Als Schauspieler wirken dabei Wotan Wilke Möhring, Jasmin Gerat, Jan Josef Liefers, Fahri Yardım und Oliver Korittke mit.
Am 28. März 2013 startete Heute bin ich blond mit Lisa Tomaschewsky in der Hauptrolle nach dem gleichnamigen autobiografischen Bestseller von Sophie van der Stap in den deutschen Kinos. Im Jahr 2015 führte Rothemund Regie bei Mein Blind Date mit dem Leben, der 2017 in die deutschen Kinos kam.

## Filmografie
- 1998: Das merkwürdige Verhalten geschlechtsreifer Großstädter zur Paarungszeit
- 2000: Harte Jungs
- 2001: Die Hoffnung stirbt zuletzt (Fernsehfilm)
- 2002: Knallharte Jungs
- 2005: Sophie Scholl – Die letzten Tage
- 2007: Pornorama
- 2010: Groupies bleiben nicht zum Frühstück
- 2012: Mann tut was Mann kann
- 2013: Heute bin ich blond
- 2017: Mein Blind Date mit dem Leben
- 2017: Dieses bescheuerte Herz
- 2020: Es ist zu deinem Besten
- 2023: Wochenendrebellen

## Auszeichnungen
- 2005: DVD Champion in der Kategorie Movie Award für Sophie Scholl – Die letzten Tage
- 2005: Friedenspreis des Deutschen Films – Die Brücke für Sophie Scholl – Die letzten Tage
- 2005: Europäischer Filmpreis, The Jameson People’s Choice Awards (Publikumspreis) als Bester Regisseur für Sophie Scholl – Die letzten Tage[2]
- 2006: Jupiter als Bester deutscher Regisseur für Sophie Scholl – Die letzten Tage